# Циназепам
Циназепам (англ. Cinazepam, лат. Cinazepamum) — атиповий снодійний препарат з групи похідних бензодіазепіну. Розроблений на початку 2000-х років у Фізико-хімічному інституті ім. О. В. Богатського НАМН України. Випускається ТДВ «Інтерхім» під назвою «Левана ІС». Розробники препарату нагороджені премією ім. А. І. Кіпріанова НАН України «За видатні наукові роботи в області органічної хімії високомолекулярних сполук і хімічної технології».

## Фармакологічні властивості
Чинить виражену снодійну, седативну та анксіолітичну, протисудомну дію з мінімальними міорелаксуючими побічними ефектами. На відміну від багатьох інших бензодіазепінових і небензодіазепінових снодійних засобів, таких як Діазепам, Зопіклон і Залеплон, Циназепам не порушує архітектуру сну та збільшує безперервність повільного та швидкого сну. Отже створює стан сну, близький до фізіологічного, і з цієї причини може бути кращим вибором, порівняно з іншими спорідненими препаратами при лікуванні безсоння та інших розладів сну. Посилює ефекти снодійно-седативних, наркотичних, нейролептичних лікарських засобів, етилового спирту.
Циназепам має на порядок нижчу спорідненість до бензодіазепінового рецепторного комплексу ГАМКА порівняно з іншими добре відомими снодійними бензодіазепінами, такими як Діазепам і Феназепам, виявляє частковий селективний агонізм до ГАМКА У мишей швидко метаболізується, залишаючи лише 5 % основної сполуки протягом 30 хвилин після введення. Циназепам вважається проліками бензодіазепіну (3-гідроксифеназепам, як основний активний метаболіт).

## Фармакокінетика
Препарат швидко всмоктується у шлунково-кишковому тракті, біодоступність становить близько 80 %, період напіввиведення — 10‒14 годин (препарат може бути віднесений до засобів середньої тривалості дії). Виділяється ренальними та біліарними шляхами.

## Показання
Розлади сну різної етіології у дорослих.

## Протипоказання
Підвищена індивідуальна чутливість до будь-якого з компонентів лікарського засобу. Тяжка хронічна дихальна недостатність; синдром зупинки дихання уві сні (апное); тяжка печінкова недостатність; спінальна і мозочкова атаксія; гостре отруєння алкоголем, снодійними, знеболювальними або психотропними засобами (антидепресанти, нейролептики, літій); тяжка форма міастенії; гострі напади глаукоми (вузькокутова глаукома).

## Особливості щодо застосування
Під час лікування слід відмовитися від вживання алкоголю, прийому антигістамінних препаратів першого покоління, транквілізаторів. З обережністю застосовують лікарський засіб пацієнтам, які мають алкогольну, медикаментозну або наркотичну залежність в анамнезі, пацієнтам літнього віку.
Через вміст лактози лікарський засіб не слід приймати пацієнтам з рідкісною спадковою непереносимістю галактози, дефіцитом лактази або синдромом мальабсорбції глюкози-галактози.
Лікування препаратом слід розпочинати з найнижчої ефективної дози одноразово перед сном.
Лікарський засіб не слід приймати пацієнтам, діяльність яких потребує швидкої психічної і рухової реакції.

## Побічні ефекти
- З боку нервової системи: головний біль, атаксія, слабкість у кінцівках, гіперседація, денна сонливість.
- У перші дні прийому лікарського засобу можливе виникнення відчуття сонливості на ранок, яке зазвичай минає через 2−3 дні лікування.
- Психічні розлади: порушення когнітивних функцій, зниження концентрації уваги.
- З боку дихальної системи: утруднене дихання.
- З боку шкіри та слизових оболонок: ангіоневротичний набряк, свербіж, висип.
- Загальні порушення: млявість, загальна слабкість.
- При застосуванні лікарського засобу слід враховувати побічні реакції, які можуть розвинутися при застосуванні інших снодійних та седативних засобів: міорелаксація, порушення психомоторних навичок, підвищення внутрішньоочного тиску, алергічні реакції.[11]

## Форми випуску
Випускається у вигляді таблеток по 0,0005; 0,001; 0,002 мг.